# Tulia la Menor
Tulia la Menor es una figura semilegendaria en la historia romana. Fue la última reina de Roma, hija menor del sexto rey de Roma, Servio Tulio, la cual se casó en segundas nupcias con Tarquinio el Soberbio. Junto a él, arregló el derrocamiento y asesinato de su padre, asegurando así el trono para su esposo. Sus acciones la convirtieron en una figura infame en la cultura romana antigua.

## Familia y matrimonio
Tulia era la más joven de las dos hijas del sexto rey de Roma, Servio Tulio. Según la costumbre romana, ambas hijas se llamaron Tulia, la forma femenina del nomen de su padre.
Servio Tulio organizó el matrimonio de sus hijas con los dos hijos de su predecesor, Lucio Tarquinio Prisco. Los hijos fueron llamados Lucio y Arrunte. Según Livio, la más joven de las dos hijas tenía la disposición más feroz, sin embargo, estaba casada con Arrute, quien tenía la disposición más suave de los dos hijos. Livio dice que los temperamentos similares de la joven Tulia y Lucio Tarquinio los atrajeron el uno al otro, y Tulia inspiró a Tarquinio a una mayor osadía. Juntos organizaron el asesinato de sus respectivos hermanos, en rápida sucesión, y Tarquinio y Tulia se casaron más tarde.

## Derrocamiento y asesinato de Servio Tulio

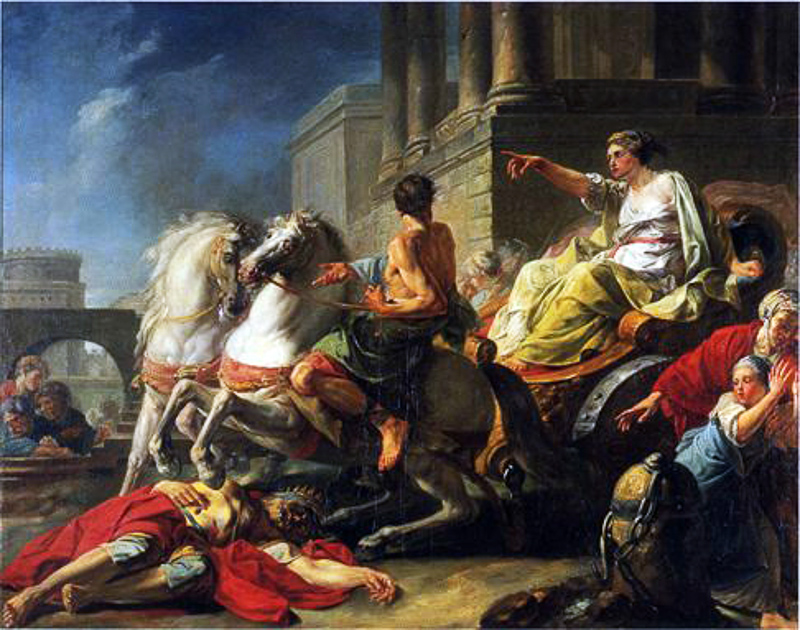
Tulia conduce sobre el cadáver de su padre.

Tulia entonces animó a su nuevo marido a buscar el trono. Tarquinio estaba convencido y comenzó a solicitar el apoyo de los senadores patricios, especialmente las familias que su padre le había otorgado el rango de senador. Les otorgó obsequios y vilipendió a Servio Tulio en su compañía.
Habiendo adquirido el respaldo de un gran número de senadores, Tarquinio fue a la casa del Senado con un guardia armado y se sentó en el trono. Cuando Servio Tulio protestó, Tarquinio lo arrojó con fuerza a la calle, donde fue asesinado por los sicarios de Tarquinio, aparentemente por sugerencia de Tulia. Tulia condujo en su carro hasta la casa del Senado, donde aclamó a su esposo como rey. Él le ordenó que volviera a casa, lejos del tumulto. Condujo por la vía Cyprius y giró hacia la colina Urbius, en dirección a la colina del Esquilino. Allí, en lo alto de la calle Cyprius, se encontró con los restos mutilados de su padre y, en un frenesí de locura, condujo el carruaje sobre su cuerpo. Más tarde, esta calle se llamó "Vicus Sceleratus" (calle de la infamia, o de la maldad) en memoria de sus acciones. El acto de profanación de Tulia la salpicó con sangre que manchó su ropa, y de esta manera regresó a la casa de su marido. Livio declara que los dioses domésticos de Tarquinio estaban enojados por este crimen, y determinaron que un reinado comenzando tan mal también terminaría mal.

## Exilio
Cuando el levantamiento liderado por Lucio Junio Bruto terminó con la monarquía romana, el rey Tarquinio y su familia fueron exiliados de Roma. Dado su papel en el asesinato de su propio padre, Tulia, en particular, fue maldecida por el pueblo romano mientras huía de su hogar.